# Carlos Quintana (beisbolista)
Carlos Quintana (n. Mamporal, Miranda, Venezuela; 26 de agosto de 1965) es un exjugador de béisbol. 
Se le conoce por su apodo "Cañón".

## Carrera profesional
Comenzó su carrera en las Grandes Ligas de Béisbol el 16 de septiembre de 1988 como jardinero derecho con los Medias Rojas de Boston. Su carrera duró 5 temporadas, todas las cuales jugó para el equipo de Boston. Aunque comenzó como jardinero, después pasó a jugar primera base. Terminó su carrera con un promedio de.276, 380 hits y 19 jonrones en 438 partidos jugados; también tiene 1 carrera impulsada en la postemporada de 1990.
A la defensiva cometió 31 errores y realizó 264 asistencias.
Su debut en las mayores fue frente a Yanquis de Nueva York. En ese momento se convirtió en el venezolano 52 y cuarto de Águilas del Zulia en jugar en el beisból de La Gran Carpa.
En MLB el 30 de julio de 1991, en el Fenway Park de Boston, ante los Rangers de Texas, el jardinero e inicialista de los Medias Rojas de Boston, entonces de 26 años, igualó un récord en las mayores al remolcar seis carreras en una entrada, convirtiéndose en el undécimo pelotero en Grandes Ligas que lo logra.
Ese día el “Cañón” explotó.
En Venezuela jugó con las Águilas del Zulia desde el año 1987 hasta 1997 cuando fue enviado a los Tigres de Aragua junto con Pedro Castellano y Blas Cedeño como parte de un cambio por Eduardo Pérez, Felipe Jiménez y Fernando Mejías (dejado libre al poco tiempo); mas este equipo no le brindó ningún chance por lo cual fue dejado en libertad y se vio obligado a trasladarse a los Caribes de Oriente. Desde 1998 se desempeñó como entrenador de este equipo.
Actualmente está retirado, junto a su familia y brindando clínicas deportivas a los más pequeños.
- Datos: Q5042516